# Parma (rodzaj)
Parma – rodzaj morskich ryb okoniokształtnych z rodziny garbikowatych. Niektóre gatunki hodowane w akwariach morskich.

## Klasyfikacja
Gatunki zaliczane do tego rodzaju:

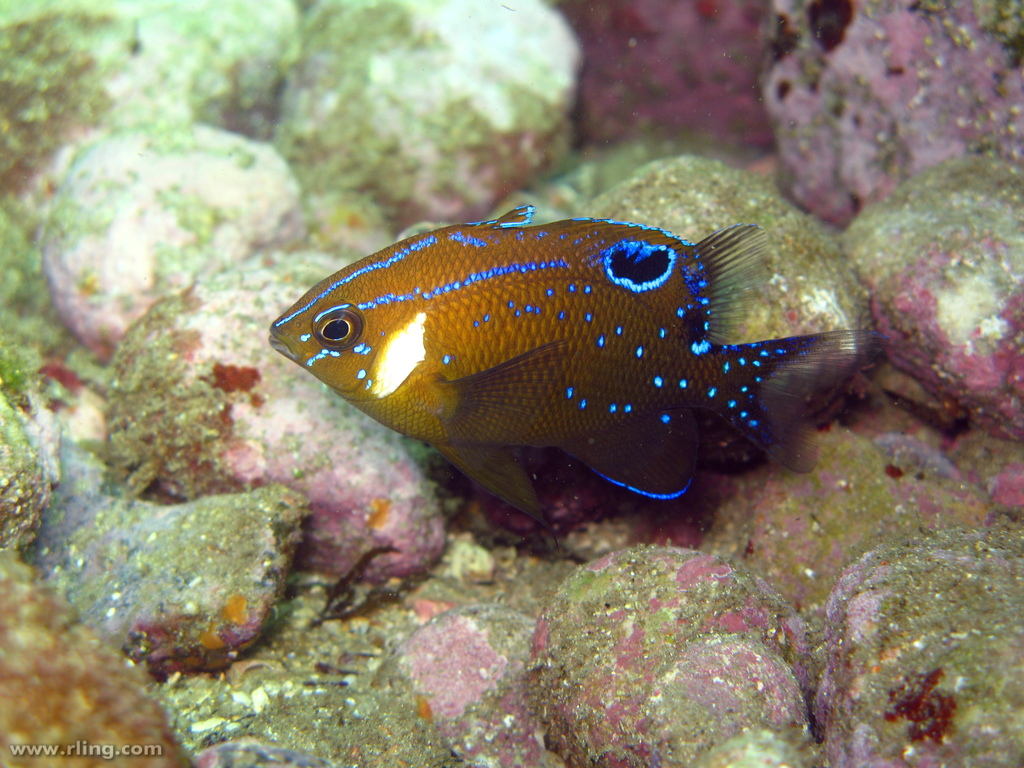
Parma alboscapularis
- Parma bicolor
- Parma kermadecensis
- Parma mccullochi
- Parma microlepis
- Parma occidentalis
- Parma oligolepis
- Parma polylepis
- Parma unifasciata
- Parma victoriae

- Parma microlepis